# Caturix
Caturix (nom gaulois pour « roi des batailles ») était le dieu de la guerre des Helvètes.

## Noms
Caturix est connu sous le nom de Mars Caturix dans la religion gallo-romaine comme interprétation du dieu Mars. Il y avait un temple dédié à Mars Caturix à Aventicum (Avenches), capitale de l'Helvétie romaine, un autre à Nonfoux, à Essertines-sur-Yverdon.
La ville de Bar le Duc à l'époque où elle était un avant-poste romain, porta le nom de Caturiges au premier siècle après J.C.  
D'autres noms (épithètes) de Caturix pourraient être Cicollus et Caisivus. Caturix a lui-même été interprété comme originaire d'une épithète de Toutatis.

## Étymologie
Le nom gaulois catu-rix signifie « roi de bataille » ou « seigneur de bataille », issu de la racine gauloise catu - (« combat, bataille ») attaché à rix (« roi »).   La racine catu- est apparentée à des mots similaires dans les langues celtiques, y compris le vieil irlandais cath ("bataille, troupe") ainsi que cad ("bataille" en vieux gallois) , et est attestée dans d'autres noms personnels celtiques tels que Catigern,.
La tribu gauloise des Caturiges (située dans la vallée de la Durance), dans la région actuelle de Chorges (du latin : Caturigumagus ) a apparemment été nommée d'après le dieu. La capitale des Caturiges s'appelait Eburodunum (aujourd'hui Embrun ), c'est-à-dire du même nom que celle d'Yverdon, suggérant une parenté étroite entre les Caturiges et les Helvètes.

## Inscriptions
Cinq inscriptions dédiées à Caturix ont été retrouvées dans la zone habitée par les Helvètes, à proximité d'Avenches (Aventicum) et d'Yverdon (Eburodunum). Une sixième inscription a été retrouvée isolée à Böckingen, Heilbronn, en Allemagne.
- Riaz : HM 181 CIL XIII, 5035 : . . . ]ATVRIG[. . .
- Nonfoux : HM 164 CIL XIII, 5046 : MARTI CATVRIGI . . . TEMPLVM A NOVO IN[ST]ITVIT
- Pomy : HM 165: CIL XIII, 5054 : MARTI CATVR SACR . . .
- Yverdon : HM 172 CIL XIII, 11473 : MARTI CATVRICI ET APOLLINI . . .
- Avenches : HM 222 : MARTI CATVR . . .
- Avenches : HM221 CIL XIII, 11475 : MART CAISIV . . .
- Böckingen : CIL XIII, 6474 : IOM ET MARTI CATVRIGI GENIO LOCI . . .